# Đảo Bolshevik

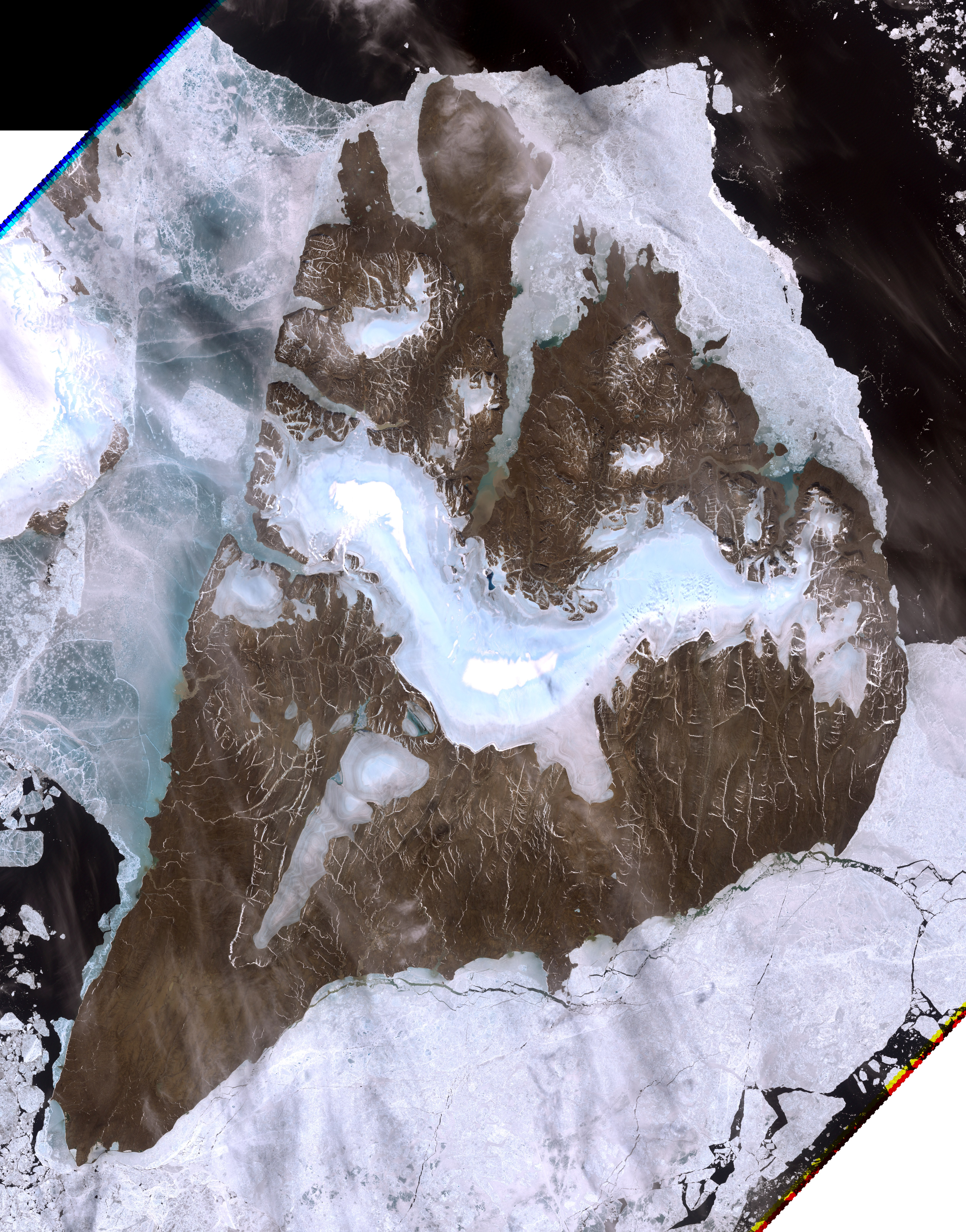
Ảnh đảo Bolshevik (Landsat-7 29/7/1999)

Đảo Bolshevik (tiếng Nga: о́стров Большеви́к, phát âm [ˈostrəf bəlʲʂɨˈvʲik]) là đảo cực nam trong nhóm đảo Severnaya Zemlya thuộc vùng Bắc cực của Nga, đây là hòn đảo lớn thứ hai trong nhóm. Hòn đảo được Boris Vilkitsky khám phá ra vào năm 1913, song tính chất là một hòn đảo của nó chỉ được chứng minh vào năm 1931, khi Georgy Ushakov và Nikolay Urvantsev vẽ bản đồ quần đảo trong chuyến thám hiểm của họ vào các năm 1930–32.
Diện tích hòn đảo được ước tính là 11.312 km². Đỉnh cao nhất trên đảo đạt cao độ 935 m, và trên đảo có trạm nghiên cứu Bắc cực mang tên Prima. Khoảng 30% diện tích hòn đảo bị sông băng bao phủ, trong khi vùng đất bằng ven biển có thảm thực bì thưa thớt với rêu và địa y. Bờ biển tây bắc của đảo có một số eo vịnh; quan trọn nhất là: Eo vịnh Tel'mana, Spartak và Partizan.
Đảo Bolshevik có ít nhất ba hệ thống sông băng: Leningrad và Semenov-Tyan Shansky, cũng như một sông băng nhỏ hơn là Kropotkin.
Ostrov Tash là một hòn đảo nhỏ nằm ở bờ nam của đảo Bolshevik. Đảo Lavrov nằm ở bờ biển đông bắc và Ostrov Lishniy nằm ở ngoài khơi mũi đất phía bắc. Khí hậu trên đảo cực kỳ băng giá; nhiệt độ trung bình năm là −16 °C.
Có đề xuất về việc đổi tên đảo Bolshevik thành Svyataya Olga (Thánh Olga).